# 新浜町 (徳島市)
新浜町（しんはまちょう）は、徳島県徳島市の町名。津田地区に属している。新浜町一丁目から新浜町四丁目まで存在する。郵便番号は〒770-8006。
- 人口：2,383人（2025年1月。徳島市の調査より）
- 世帯数：1,279世帯（同上）

## 地理
徳島市の東部に位置し、西から北を園瀬川が流れる。津田浜之町との境を徳島県道29号徳島環状線が走る。北東端には徳島県道120号徳島小松島線（旧国道55号）がかすめて通り、園瀬川に架かる津田橋で対岸の昭和町八丁目と結ばれている。また、津田山の登山道を通して津田西町とつながる。

### 河川
- 園瀬川

## 歴史
大正15年から現在の町名となり、昭和39年に一部が新浜本町・津田浜之町・津田西町・津田本町となり新浜町一丁目から五丁目に拡大した。

## 施設
- 象企画本社

## 交通

### 道路
都道府県道
- 徳島県道29号徳島環状線
- 徳島県道120号徳島小松島線

### バス
- JR徳島駅前より新浜町住宅・新浜行きを利用。